# Rathaus Steglitz

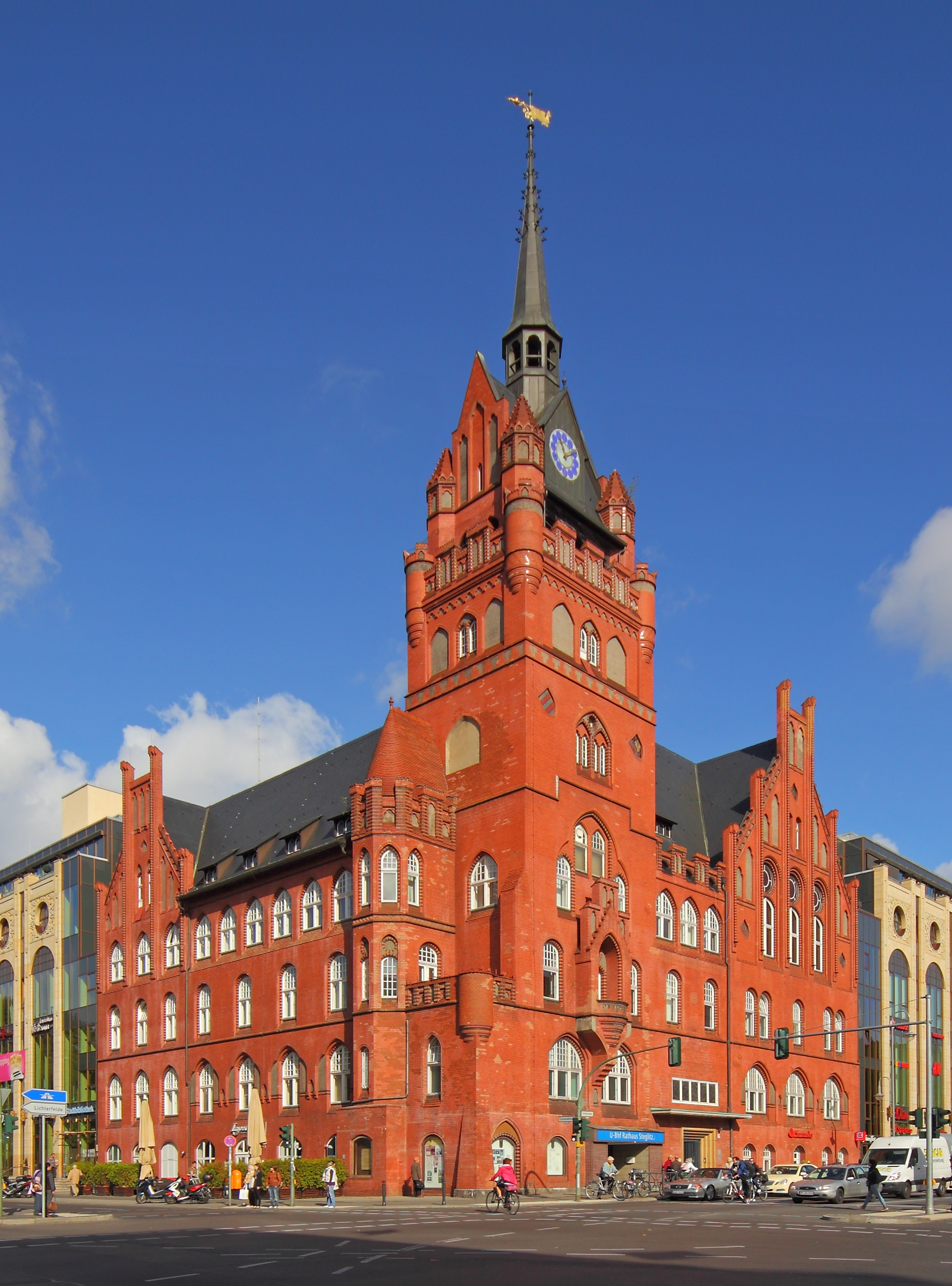
Rathaus Steglitz.

Byggnaden Rathaus Steglitz i Berlinstadsdelen Steglitz byggdes 1897–1898 och var tidigare Steglitz rådhus med förvaltningen för området Steglitz. 1980 flyttade förvaltningen till det närbelägna höghuset Steglitzer Kreisel.[källa behövs] Idag är Steglitz en del av distriktet Steglitz-Zehlendorf, men delar av förvaltningen finns kvar i Steglitz.